# Васил Лекарски
Васил Иванов Лекарски е български лекар от епохата на Възраждането.

## Биография
Васил Лекарски е роден в град Кюстендил. Син е на Иван Лекарски (1812-1878) и внук на Христо Лекарски (1786-1863), които са потомствени лекари в Кюстендил.
Завършва медицина и фармация в Чехия. Работи като лекар и аптекар в град Кюстендил. Васил Лекарски е деен общественик, един от основателите на Кюстендилското читалище „Братство“ (1869), негов пръв касиер (1869-1872), а от 1872 г. и негов председател. При откриването на читалището изнася сказката „Значението на читалището“. Изготвя читалищния устав и правилник, увеличава фонда на читалищната библиотека.